# 窄脊江豚
窄脊江豚（学名：Neophocaena asiaeorientalis）也称窄脊鼠海豚、窄脊露脊鼠海豚，分布于中国长江中下游水域和台湾海峡以北至日本中部海域的一种哺乳动物，原与印太江豚（Neophocaena phocaenoides，也称宽脊江豚）一起归属于鼠海豚科江豚属下唯一一种，统称为江豚或露脊鼠海豚（Neophocaena phocaenoides），现一般分为独立物种，包括长江江豚（N. a. asiaeorientalis）和东亚江豚（N. a. sunameri）两个亚种。两个亚种有时也被认为是两个独立物种。

## 形态特征
窄脊江豚体长约2米左右，体色浅灰色，有些东亚江豚为乳白色。头部钝圆无喙。无背鳍。体背中央的背脊自体长之半处向后延伸到尾柄背面，东亚江豚高12～55毫米，长江江豚一般不超过15。体背中央有疣粒1～10列左右，长江江豚一般2～5列。背脊高度和疣粒数目是与印太江豚区别的主要特征。